# آرتور بتنایدز
آرتور بَـتِـنایدز (انگلیسی: Arthur Batanides؛ ۹ آوریل ۱۹۲۳ – ۱۰ ژانویهٔ ۲۰۰۰) بازیگر سینما و تلویزیون اهل ایالات متحده آمریکا بود.

## گزیدهٔ آثار

### سینما
- دانشکده پلیس ۶ (۱۹۸۹)
- دانشکده پلیس ۴ (۱۹۸۷)
- دانشکده پلیس ۳ (۱۹۸۶)
- دانشکده پلیس ۲ (۱۹۸۵)
- برانیگان (۱۹۷۵)
- ده فرمان (۱۹۵۶)

### تلویزیون
- ستوان کلمبو (۱۹۷۴)
- منطقه نیمه‌روشن (۱۹۶۱–۱۹۵۹)
- آلفرد هیچکاک تقدیم می‌کند (۱۹۵۹–۱۹۵۸)